# Municipio de Asheboro
El municipio de Asheboro (en inglés: Asheboro Township) es un municipio ubicado en el  condado de Randolph en el estado estadounidense de Carolina del Norte. En el año 2010 tenía una población de 23.561 habitantes.

## Geografía
El municipio de Asheboro se encuentra ubicado en las coordenadas 35°42′38.49″N 79°47′26.12″O / 35.7106917, -79.7905889.